# Cabine telefônica vermelha

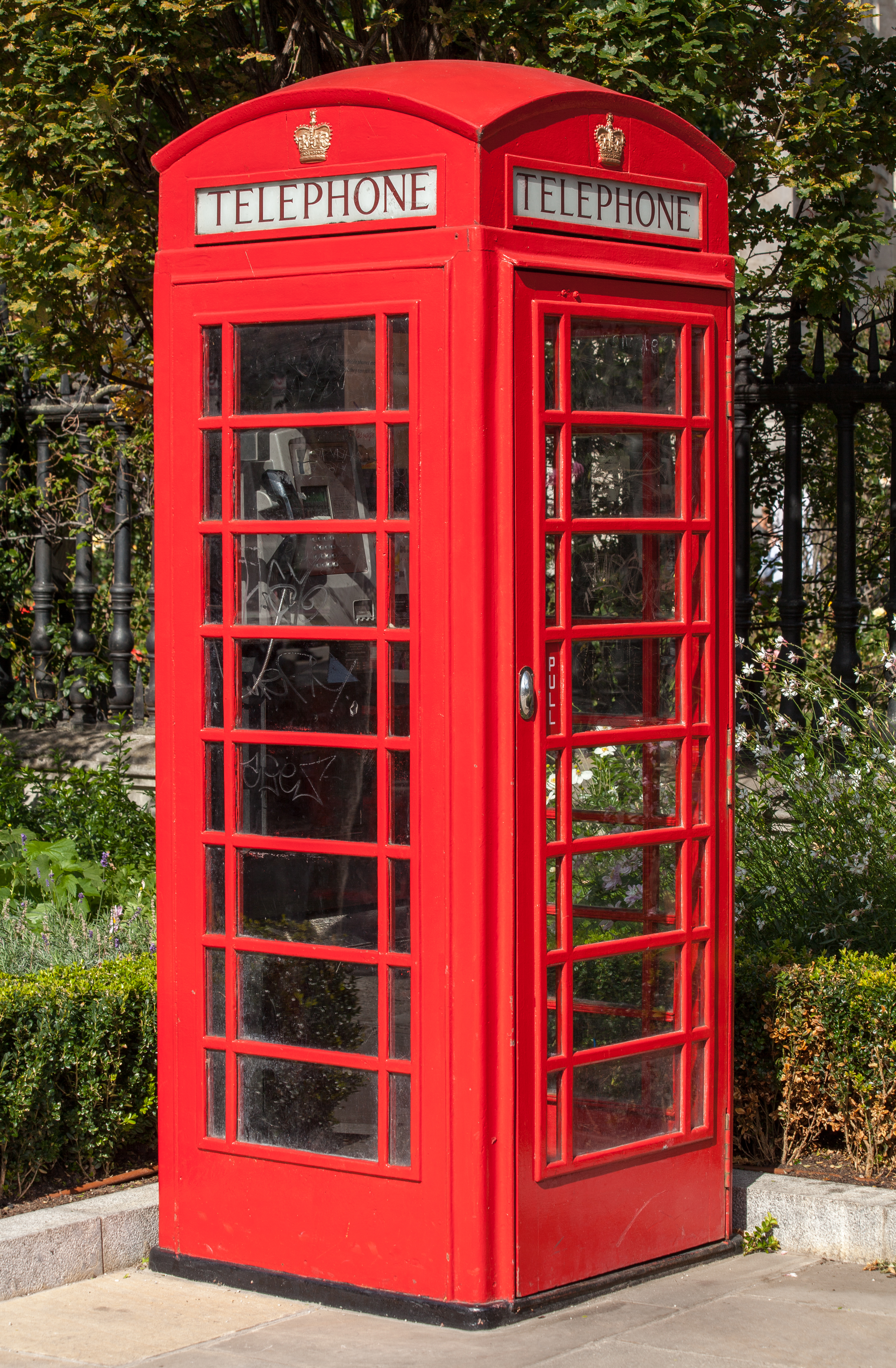
Um exemplo do modelo de cabine telefônica vermelha K6, o mais comum, fotografado em Londres em 2012.

A cabine telefônica vermelha é um quiosque de telefone público projetado por Sir Giles Gilbert Scott, presente nas ruas do Reino Unido, Malta, Bermuda e Gibraltar.
Apesar da redução em seus números nos últimos anos, o tradicional quiosque telefônico vermelho britânico ainda pode ser visto em muitos lugares por todo o Reino Unido e nas atuais ou antigas colônias britânicas ao redor do mundo. A cor vermelha foi escolhida para torná-los fáceis de detectar.
A partir de 1926, as fachadas dos quiosques foram estampadas com uma coroa de destaque, representando o governo britânico. A cabine telefônica vermelha é frequentemente vista como um ícone cultural britânico em todo o mundo. Em 2006, a cabine telefônica K2 foi eleita um dos 10 principais ícones de design da Grã-Bretanha, que incluía o Mini, o Supermarine Spitfire, o mapa do Metropolitano de Londres, o World Wide Web, o Concorde e o ônibus AEC Routemaster. Embora a produção das cabines tradicionais tenha terminado com o advento da série KX em 1985, muitas ainda existem na Grã-Bretanha.

## Galeria
- Modelo K1
- Modelo K2
- Modelo K4
- Modelo K6